# Saulxures-lès-Nancy
Saulxures-lès-Nancy település Franciaországban, Meurthe-et-Moselle megyében. Lakosainak száma 4306 fő (2022. január 1.). Saulxures-lès-Nancy Art-sur-Meurthe, Essey-lès-Nancy, Lenoncourt, Pulnoy és Tomblaine községekkel határos.

## Népesség
A település népessége az elmúlt években az alábbi módon változott:
| Lakosok száma | 1520 | 3932 | 4124 | 3925 | 4039 | 4101 | 4120 | 4221 | 4220 | 4306 |
|               | 1968 | 1982 | 1990 | 2006 | 2013 | 2015 | 2017 | 2019 | 2020 | 2022 |